# パンカム

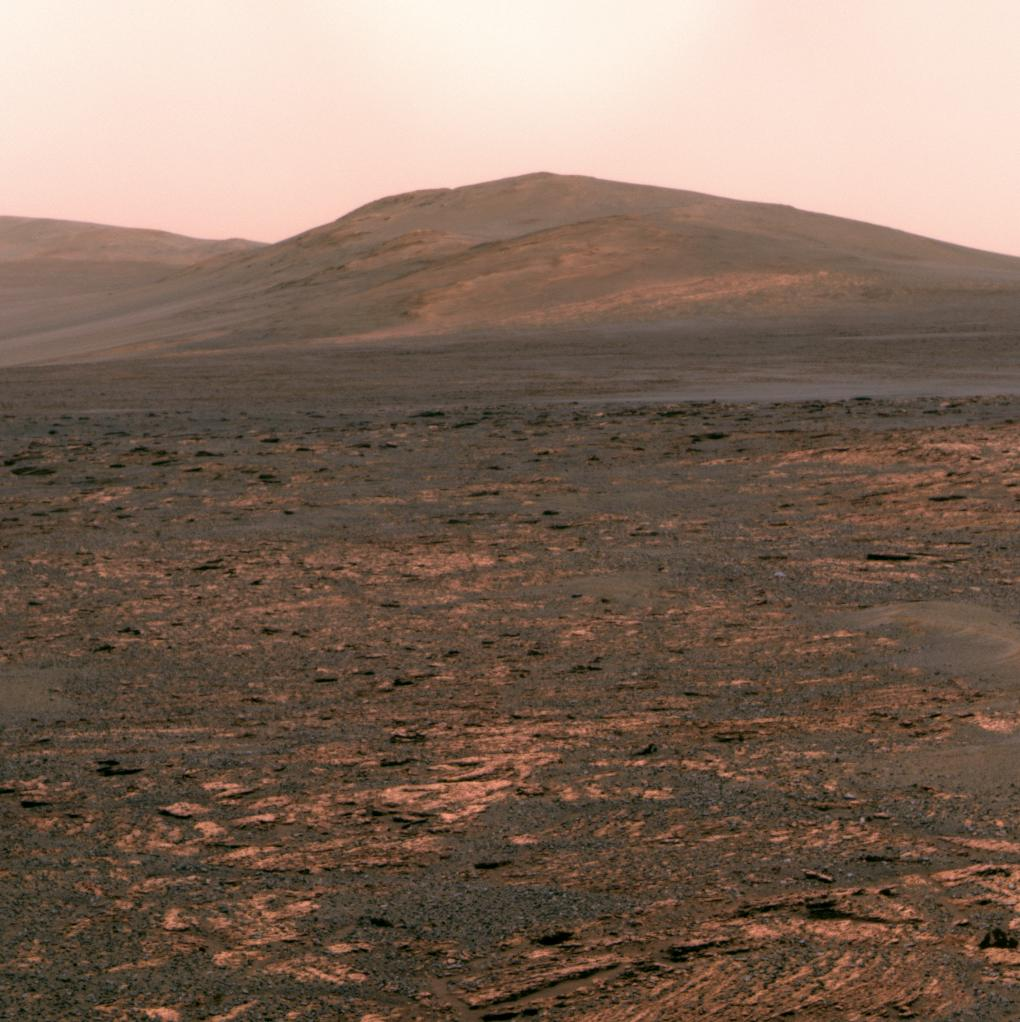
ソランダーポイントからボタニー湾を見下ろした風景写真。波長753nm、535nm、および432nmのフィルターを使用して得られたほぼトゥルーカラーの画像。

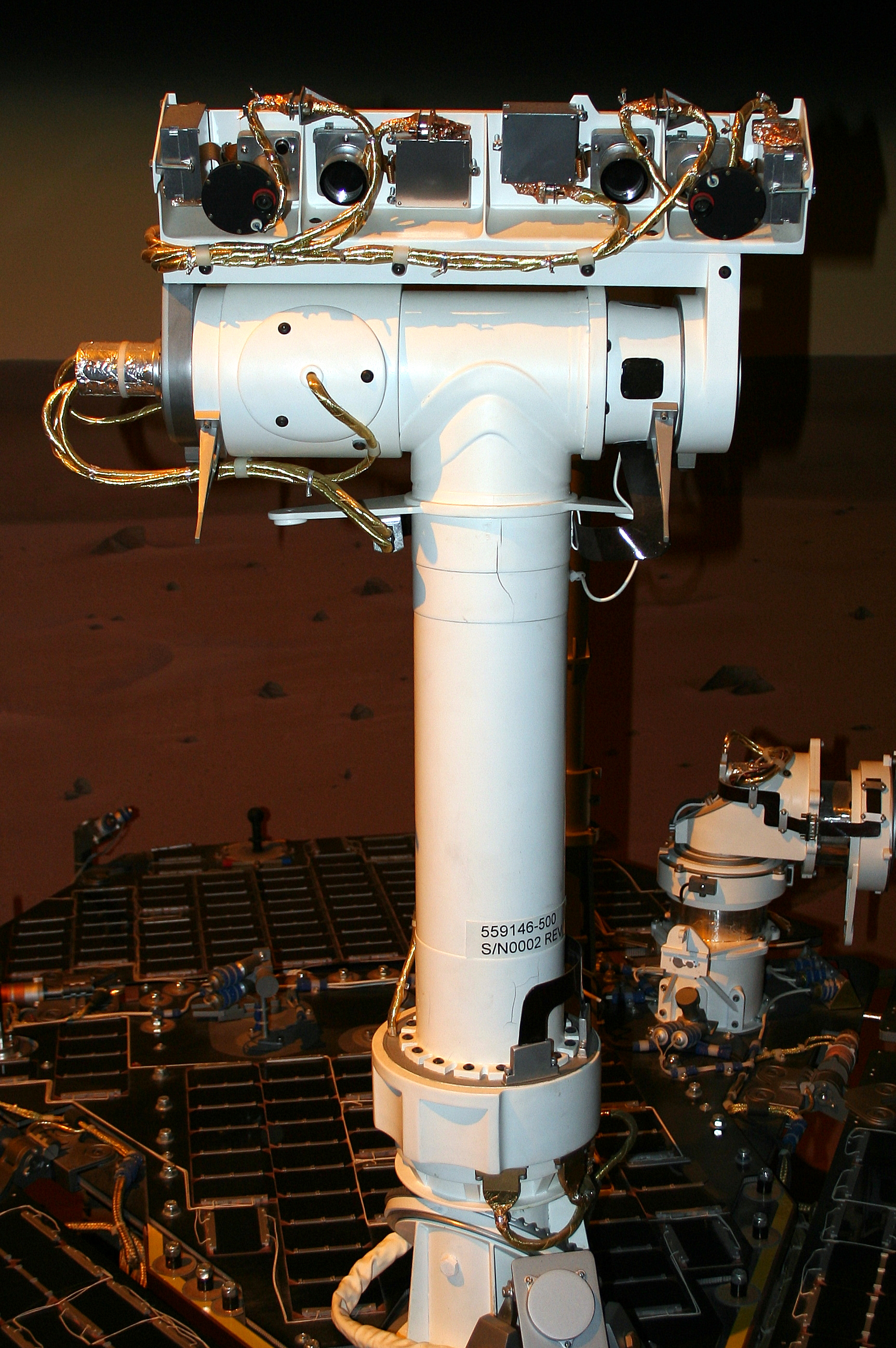
パンカム マストア センブリ（PMA）

パノラミック・カメラ（ぱのらみっくかめら、英語: Panoramic Camera）、または略してパンカム（ぱんかむ、英語: Pancam）は、火星探査車（MER）のスピリットおよびオポチュニティに搭載された、2台1組で動作するステレオカメラシステムである。それぞれのカメラに8つのフィルター・スロットを持つホイール・アセンブリが備わっており、異なる波長域の光を撮影できる。パンカム・マスト・アセンブリ（PMA）上のカメラ・バー両端（2台のナビカムの外側）にそれぞれ1台のカメラが据え付けられ、Mini-TESと連携して探査車周囲の撮影に使われた。
パンカムは、人間の目の3倍に相当する300マイクロラジアンの角分解能を有している 。2台のカメラを使用することで立体映像を生成し、10ギガビット（非圧縮時）を超える巨大な火星のパノマラを作成できる。火星探査車スピリットは、火星に降り立った2004年時点で、それまでに地球以外の惑星表面で撮影されたものとしては、最高の解像度を持つ画像を撮影した。

## 光学系
パンカムに搭載されているレンズは3枚3群のクック・トリプレット方式、焦点距離43mmである。絞りはf/20固定となっており、無限遠から1.5メートルまで、被写界深度が広くとれる。視野角（FOV）は縦横ともに16度、対角で22.5度であり、35mmフルサイズカメラに109mmの中望遠レンズを装着した場合に近い。2台のカメラは30cm間隔で設置され、マスト内のスペースの都合で2台の上下が反対となる格好で取り付けられている。

## イメージセンサー
パンカムは1024 x 2048ピクセルのフレーム転送型CCDセンサー（FT-CCD）を使用している。これは、火星探査車に搭載された他のカメラと共通のセンサー（素子）である。素子の半分は読み出し用の蓄積領域として使用するため、露光しないようシールドされている。また、センサーは前面照射型で、反射防止コーティングやUVコーティングは施されていない。メーカーはMitec（現テレダイン・ダルサ）。

## 信号処理デバイス
Actel製FPGAのRT1280が信号に関わる処理のすべてを担当し、CCDの出力を12ビット信号にAD変換するほか、他の処理も行う。

## フィルター
パンカムの左右2台のカメラには、それぞれ8つのスロット（L1～L8、R1～R8）を持つフィルターホルダーが前面に取り付けられている。左のL1スロットにはフィルターが装着されていない（波長739nmを中心とする広域の光が通過する）。左側のL2からL8は、順番に波長753nm、673nm、601nm、535nm、482nm、432nm、440nmの狭帯域パスフィルターが装着されている。右側はR1から順番に436nm、754nm、803nm、864nm、904nm、934nm、1009nm、880nmのフィルターが装着されている。L8およびR8は太陽を直接撮影するためのNDフィルターである。全16スロットのうち、L1、L8、R8を除く13スロットが近赤外線から近紫外線の波長域をカバーし、火星の地質調査用撮影に活用される。また、左右の両側に440nm付近（L7、R1）および750nm付近（L2、R2）のフィルターが用意されており、これらのフィルターを使うことで二色ステレオ映像が得られるようになっている。。各フィルターホイールはステッピングモーター駆動で回転させる。

## 校正用ターゲット

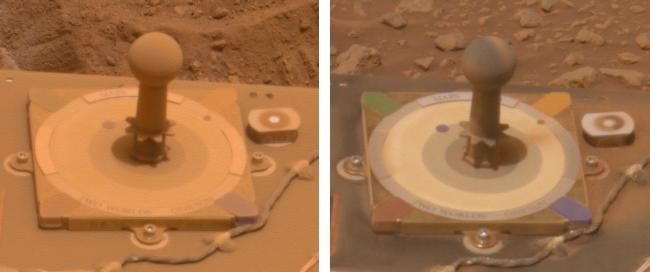
火星時計の画像から人間の目で見た色をパンカムのオペレーターが再現した結果。左の撮影から10日の間に風が吹いて校正用ターゲット上の埃が「クリーニング」された（右）。画像の撮影は430nmから750nmの波長域で行われた。

探査車には、カメラシステムの一部として校正用ターゲットも搭載されている。このターゲットにはいくつかの領域が設けられている。火星の空を反映するように磨かれた領域のほか、内側から順に20％、40％および60％のグレーチャート領域と、四隅に赤、黄、緑および青の色ターゲットが置かれている。色ターゲットは、色を出すための素材にそれぞれ赤鉄鉱、針鉄鉱、酸化クロムおよびアルミン酸コバルトが用いられている。この校正用ターゲットは、日時計アセンブリの一部でもある。